# 70.ª Brigada Mixta (Ejército Popular de la República)
La 70.ª Brigada Mixta fue una unidad del Ejército Popular de la República creada durante la Guerra Civil Española. La unidad tuvo una destacada intervención durante la contienda, interviniendo en las batallas de Jarama, Guadalajara o Brunete. Al final de la guerra jugó un papel crucial durante el golpe de Casado.

## Historial
La unidad fue creada en Madrid el 15 de enero de 1937 a partir de los batallones 1.º, 2.º, 3.º y 4.° de la CNT de Alicante y Murcia; el mando de la nueva unidad fue entregado al mayor de milicias Eusebio Sanz Asensio. La 70.ª Brigada Mixta quedó inicialmente como reserva del Cuerpo de Ejército de Madrid.
El 7 de febrero, tras haber armado a todos sus batallones, fue situada inicialmente en Madrid como reserva para intervenir en la batalla del Jarama. Adscrita a la 11.ª División de Enrique Líster, la 70.ª BM tomó parte en los combates desarrollados en torno a la posición del «Pingarrón», entre el 19 y el 22 de febrero; la unidad perdió la mitad de sus efectivos durante estos días, sin lograr conquistar la disputada posición. Trasladada a la retaguardia, fue sometida a una reorganización.
La 70.ª BM recibió un nuevo mando, el mayor de milicias Rafael Gutiérrez Caro, y fue asignada a la 14.ª División mandada por Cipriano Mera. Inmediatamente fue enviada al frente de Guadalajara, para hacer frente a la reciente ofensiva enemiga. La 70.ª BM realizó el ataque principal hacia Brihuega, población que reconquistó el 18 de marzo; esta acción puso fin a la ofensiva del Corpo Truppe Volontarie italiano. La brigada continuó su avance y el 28 de marzo alcanzó el kilómetro 98 de la N-II.
Entre el 31 de marzo y el 16 de abril participó en una fallida ofensiva en la zona del Alto Tajuña.
Para esas fechas la 70.ª BM se había labrado una fama entre otras unidades del Ejército republicano. En julio intervino en la Batalla de Brunete, bajo el mando del mayor de milicias José Luzón Morales. El 22 de julio realizó un ataque desde Villanueva de la Cañada hasta alcanzar las primeras casas de Brunete, pero sufrió un alto número de bajas.
En la primavera de 1938 la unidad fue enviada al frente de Levante para reforzar a las fuerzas republicanas que resistían la ofensiva franquista en esa zona. El 27 de abril llegó a Levante y fue enviada al frente de batalla; la 70.ª BM tuvo una destacada actuación en la defensa de La Iglesuela del Cid (12 de mayo) y Alfondeguilla (4 de junio). Posteriormente regresaría al frente del Centro, volviendo a ser asignada a la 14.ª División. Entre el 7 y el 15 de enero de 1939 participó en una pequeña ofensiva en el Frente de Madrid que buscaba aliviar la situación de las fuerzas republicanas en Cataluña, pero la ofensiva se saldó con un fracaso.
En marzo de 1939 la 70.ª BM tuvo un destacada actuación durante el llamado Golpe de Casado, en favor del bando «casadista». La mañana del 6 de marzo fuerzas de la unidad ocuparon diversos puntos de Madrid, entre otros la Alameda de Osuna, el Ministerio de Hacienda y el edificio de la Telefónica. Posteriormente mantuvo fuertes combates con la 8.ª División en defensa de la «Posición Jaca», que perdió. Tras el triunfo del golpe, la mayoría de fuerzas sublevadas regresaron a sus posiciones originales, si bien la 70.ª Brigada Mixta permanenció en Madrid por si volvía a producirse una revuelta anti-Casado. El mando de la brigada pasó al mayor de milicias Bernabé López Calle, por considerarse más fiable que su antecesor —José Luzón Morales—. La 70.ª BM sería auto-disuelta con la rendición de Madrid, el 28 de marzo de 1939.

## Mandos
Comandantes
- Mayor de milicias Eusebio Sanz Asensio;[8]
- Mayor de milicias Rafael Gutiérrez Caro;
- Comandante de caballería Francisco Arderiu Perales;
- Mayor de milicias José Luzón Morales;[9]
- Mayor de milicias Bernabé López Calle;[10]

Comisarios
- José Ladrón de Guevara, de la CNT;[11]